# Silene mundiana
Silene mundiana är en nejlikväxtart som beskrevs av Christian Friedrich Frederik Ecklon och Zeyh. Silene mundiana ingår i släktet glimmar, och familjen nejlikväxter. Inga underarter finns listade i Catalogue of Life.